# Ennomos sareptana
Ennomos sareptana là một loài bướm đêm trong họ Geometridae.